# 2025年土耳其滑雪中心酒店火灾
2025年土耳其滑雪中心酒店火灾發生於當地時間1月21日，位於該國博卢省的卡尔塔尔大酒店（Grand Kartal Hotel）出現大火。事故造成78人死亡，51人受伤。

## 火災
火灾始于酒店四楼的餐厅，随后蔓延至楼上，酒店的火灾探测系统并未启动。
火災發生後，大约267名紧急救援人员、30辆消防车和28辆救护车趕往现场。大火在起火12小时后被扑灭。

## 伤亡
火灾造成78人死亡，另外有51人受伤。大多数人的死因是窒息，另有人因跳樓而身亡。至少20名死者為兒童。土耳其衞生部長凯末尔·梅米什奥卢说，目前17名伤者已出院，仍有1人在接受重症监护。

## 调查
由检察官和专家组成的小组開始調查該起事故。土耳其旅游部长穆罕默德·埃爾索伊表示，消防部门在2021年和2024年的检查中未发现该酒店在消防方面存在安全問題。事發後，包括酒店老板等9人被逮捕并接受讯问。

## 反應
土耳其总统雷杰普·塔伊普·埃尔多安宣布1月22日为全国哀悼日，并下令所有政府大楼和土耳其驻外大使馆降半旗。北塞浦路斯也宣布當天為全国哀悼日。 